# Billy Ward (boxeador)
Billy Ward (16 de julio de 1993 - 4 de agosto de 2013) fue un boxeador amateur australiano seleccionado para los Juegos Olímpicos de Verano 2012 en la división de peso minimosca.

## Vida personal y muerte
Ward destacaba por su baja estatura y su pelo pelirrojo rizado. Relató al Sydney Morning Herald, que la mayoría de personas pensaban que sería jockey antes que boxeador. El Gladstone Observer relató que cuando regresó a Gladstone después de obtener la clasificación de Oceanía, fue recibido por un grupo de fanes que portaban pelucas pelirrojas rizadas.
Ward decidió quitarse la vida el 4 de agosto de 2013, a la edad de 20 años, en Gladstone, Queensland, dejando viuda e hijos mientras la comunidad boxeadora de Australia resultó muy conmocionada.